# بارنت ۵۷۹۸
سیارک ۵۷۹۸ (به انگلیسی: 5798 Burnett، نامگذاری:1980RL7) پنج هزار و هفتصد و نود و هشتمین سیارک کشف شده‌است که در ۱۳ سپتامبر ۱۹۸۰ کشف شد.
قدر مطلق سیارک برابر ۴۴.۶ است.